# Phare de Rangitoto
Le phare de Rangitoto est un phare situé sur l'île de Rangitoto, dans le golfe de Hauraki, dans la région d'Auckland (île du Nord), en Nouvelle-Zélande.

## Histoire
Le  phare , construit en 1882, n'a été mis en service qu’en 1905.
L'île Rangitoto, l'une des nombreuses grandes îles du port d'Auckland, est protégée en tant que réserve naturelle. Elle est accessible par ferry depuis le centre-ville d’Auckland. Les visites de l'île en 4x4 passent souvent à proximité du phare. Le phare est situé sur un petit îlot juste à l’ouest de l’île Rangitoto. Accessible uniquement par bateau. Le site et la tour sont fermés.

Le phare a été entièrement automatisé et alimenté à l'énergie solaire. Il est maintenant surveillé et géré depuis une salle de contrôle de la Maritime New Zealand (en) à Wellington.

## Description
Ce phare  est une tour cylindrique en maçonnerie, avec une galerie et sans lanterne de 20 m de haut. Le phare est peint en blanc avec cinq bandes rouges. Il émet, à une hauteur focale de 21 m, un long éclat rouge de 1.5 secondes par période de 12 secondes. Sa portée est de 7 milles nautiques (environ 13 km).
Identifiant : ARLHS : NZL-045 - Amirauté : K3744 - NGA : 4048 .

## Caractéristique dufeu maritime
Fréquence : 12 secondes (R)
- Lumière : 1.5 secondes
- Obscurité : 10.5 secondes

|           |
| Rangitoto |

### Lien connexe
- Liste des phares de Nouvelle-Zélande